# Humberto Varisco
Humberto Cayetano Varisco (Antonio Tomás, Entre Ríos, 29 de noviembre de 1926 - Paraná, Entre Ríos, 21 de marzo de 2002) fue un ciclista y político argentino.

## Biografía
Varisco fue un reconocido ciclista durante las décadas de 1940 y 1950. Se casó con Magda Mastaglia con quien tuvo a Humberto Raúl Varisco y Sergio Varisco. 

### Carrera política
Con el regreso de la democracia en 1983 fue elegido intendente de la ciudad de Paraná. Ese mismo año comenzó a construir el Anfiteatro Hector Santangelo y posteriormente la peatonal San Martín.
En 1995 fue elegido nuevamente como intendente de Paraná. Su gestión fue criticada por nepotismo debido a que nombró en cargos claves a familiares directos: su esposa Magda Mastaglia fue designada subsecretaria de Desarrollo Humano, su hijo Humberto Raúl secretario de Obras Públicas y luego secretario de Gobierno y Sergio fue nombrado secretario privado. En este período se creó el Parque Nuevo, que en 2008 fue renombrado como Parque Intendente Humberto Cayetano Varisco. En julio de 1999 se inauguró el mástil del parque, considerado el más alto de Sudamérica. En 1999 inauguró la sede definitiva del Centro Cultural Juan L. Ortiz.
En julio de 1999 se inauguró el mástil del parque, considerado el más alto de Sudamérica. En 1999 inauguró la sede definitiva del Centro Cultural Juan L. Ortiz.

## Palmarés ciclístico[7]
1947
- Vuelta al Valle,[8] Argentina

1948
- 1 etapa Mil Millas Argentinas

1949
- Rosario–Santa Fe
- 3.º en el Campeonato de Argentina en Ruta

1950
- 2 etapas de la Vuelta y Ruta de México

1952
- 4 etapas y 2º en la clasificación general de la  Vuelta a Colombia

1954
- Doble Bragado